# Хімічний завод у Сен-Фон (Rhone-Poulenc)
Хімічний завод у Сен-Фон (Rhone-Poulenc) – виробничий майданчик хімічного спрямування на південному сході Франції, що тривалий час належав до групи Rhone-Poulenc.
В 1869 році у Сен-Фоні (дещо південніше Ліону) на лівобережжі Рони почала роботу хімічна фабрика компанії Gilliard, Monnet et Cartier, першою продукцією якої став барвник фуксін. В подальшому також почали виробляти синтетичний індиго, а з 1894-го узялись за продукування синтетичного ваніліну. Можливо відзначити, що в районі Ліону сформувався цілий кластер хімічних виробництв, зокрема, південніше від фабрики Gilliard, Monnet et Cartier діяв хімічний завод компанії Saint-Gobain, що постачав їй сульфатну кислоту.
В 1895-му Gilliard, Monnet et Cartier перетворили на Société des Usines Chimiques du Rhône (S.C.U.R.). На початку 1900-х S.C.U.R. ледве не збанкрутувала через конкуренцію в сфері синтетичного індиго з германською BASF, проте все-таки змогла продовжити діяльність та в підсумку перетворитись на хімічного гіганта.
Станом на середину 1910-х завод S.C.U.R. випускав хлороформ, дифеніламін, бензилхлорид, бензилбромід, акролеїн та ацети́лцелюло́зу. Остання мала важливе воєнне значення завдяки практично повній негорючості та використовувалась в авіації у вигляді лаку. Отримували ацетилцелюлозу взаємодією целюлози і оцтової кислоти, при цьому останню продукували на основі карбіду кальцію (через ацетилен). 
Інший виробничий ланцюжок включав перетворення бензолу на фенол. І в цьому випадку під час Першої світової війни знайшлось військове застосування особливого значення, оскільки  фенол використовувався для продукування вибухівок – мелініту, толіту, нітронафталіну. Якщо до війни фабрика в Сен-Фоні випускала лише кілька кілограмів фенолу на добу, то вже у листопаді 1914-го цей показник довели до 4 тонн, а в лютому 1915-го – до 40 тонн на добу (за іншими даними, в липні 1914-го в Сен-Фоні випускали 1 тону фенолу в місяць, а в 1915-му змогли довести показник до 30 тонн на добу). Це дало можливість перетворити регіон Ліону на головний у галузі випуску артилерійських снарядів – в 2017-му тут забезпечували 80% їх виробництва та відвантажували по 55 тисяч снарядів на добу (при цьому S.C.U.R. розширювала виробництво фенолу за рахунок запуску заводу в Ле-Пеаж-де-Руссійоні). Оскільки вугільна промисловість на півночі Франції опинилась на окупованій німцями території, бензол для заводу в Сен-Фон імпортували через порт Марселя з США або отримували при переробці нафти з острова Ява, що містила великі обсяги ароматичної фракції.
В післявоєнні роки ацетилцелюлози передали нещодавно згаданому майданчику в Ле-Пеаж-де-Руссійоні, тоді як завод в Сен-Фон станом на 1930-ті роки випускав продукцію фармацевтичного, фотографічного та парфюмерного призначення. При цьому з 1928-го унаслідок злиття S.C.U.R. з компанією Établissements Poulenc frères новим власником майданчиків став хімічний концерн Société des usines chimiques Rhône-Poulenc.
В першій половині 1970-х концерн Rhône-Poulenc кілька років носив назву Rhône-Progil, проте невдовзі повернувся до старого найменування. В 1982-му на тлі кризи у французькій хімічній промисловості Rhône-Poulenc був націоналізований, проте вже в 1993-му відбулась його приватизація. В 1998-му сталась реформа, за якою у Rhône-Poulenc залишився основний фармацевтичний напрямок, тоді як інший хімічний бізнес був виокремлений в дочірню компанію Rhodia. У середині 2000-х Rhône-Poulenc продав всі належні йому акції Rhodia, що остаточно розірвало його зв'язок з первісним майданчиком у Сен-Фон. 
В 2011-му бельгійський хімічний концерн Solvay придбав Rhodia і наразі продукує в Сен-Фон продукти для фармацевтики (аспірин, гліцерин, тощо), фотографії (гідрохінон) та харчової промисловості (ванілін).